# T in the Park 2012
T in the Park 2012 war ein dreitägiges Musikfestival, das vom 6. Juli 2012 bis zum 8. Juli 2012 in Balado, Kinross, Schottland stattfand. The Stone Roses wurden als erster Headliner am 8. November 2011 für Samstag, den 7. Juli 2012 angekündigt. Snow Patrol und Kasabian wurden ebenfalls später bestätigt, auch als Headliner am Freitag, 6. Juli bzw. Sonntag, den 8. Juli. Dieses Jahr war es das erste Mal, das an allen drei Tagen des Festivals die gleiche Besucheranzahl dabei waren, nachdem der Stadtrat einem Antrag zugestimmt hatten, am Freitag die Besucher um 10.000 zu erhöhen. Diese Zulassung brachte es mit sich, das letztendlich 85.000 Besucher das Festival besuchten.

## Eintrittskarten
Ähnlich wie in früheren Jahren wurden Frühbucher-Tickets innerhalb weniger Tage nach dem Abschluss des Festivals T in the Park 2011 angeboten. Tickets standen zum Verkauf ab 12. Juli 2011 bis zum folgenden Sonntag. Die zweite Tranche der Tickets standen am 2. Dezember 2011 ab 9 Uhr zur Verfügung und waren innerhalb weniger Stunden ausverkauft. Der Schlussverkauf der Eintrittskarten begann am 29. Februar 2012 ab 9 Uhr. Allerletzte Tickets schließlich wurden während der letzten Tage vor dem Festival verkauft.

## Programm und Mitwirkende
Nachdem The Stone Roses als erster Headliner am 8. November 2011 angekündigt waren, wurde am 21. Februar 2012, eine Woche vor dem endgültigen Verkaufsstart der Eintrittskarten 9 Mitwirkenden über den offiziellen T in the Park-Twitter-Account angekündigt. Dies waren Noel Gallagher’s High Flying Birds, Florence + the Machine, The Maccabees, The Horrors, Miles Kane, The Vaccines, Maverick Sabre, Frank Turner und Two Door Cinema Club. In einer weiteren Ankündigung vom 23. Februar wurden die zwei verbleibenden Headliner vorgestellt, Snow Patrol und Kasabian. Andere Acts wurde zur gleichen Zeit bekannt: Jessie J, David Guetta, Kaiser Chiefs, The Darkness, Calvin Harris, Skrillex und Elbow. Swedish House Mafia kamen auch zum Programm dazu, so dass es ihr letzter Auftritt in Schottland wurde, bevor sie sich trennten. Wie bei T in the Park üblich, wurden weiterhin mehr Auftretende bekannt, je näher das Festival rückte. Am 23. April wurde das Line-UP-Plakat aktualisiert, damit wurden einige neue Ergänzungen wie Hilltop Hoods und Fun bekannt. Jedoch war Mastodon nicht mehr Programm zu sehen, was zu Spekulationen über die Absage ihres Auftritts führte, was einen Tag später bestätigt wurde. Am 27. April kam Keane, am 1. Mai Sub Focus dazu. Bis zum 1. Mai 2012 waren insgesamt 110 Acts angekündigt, im Gegensatz zu den 171 vom T in the Park 2011-Lineup.
| Hauptbühne | | |
| Freitag, 8. Juli | Samstag, 9. Juli | Sonntag, 10. Juli |
| Snow Patrol 22:20–23:50 Florence + the Machine 20:35–21:50 Example 19:05–20:05 Kaiser Chiefs 17:45–18:35 The Darkness 16:30–17:15 | The Stone Roses 22:20–23:50 Noel Gallagher’s High Flying Birds 20:30–21:40 Jessie J 19:10–20:00 The Vaccines 17:50–18:40 Simple Minds 16:35–17:20 Emeli Sandé 17:50–18:40 The Wailers 16:35–17:20 Emeli Sandé 15:25–16:05 The Wailers 14:20–14:55 Shed Seven 13:15–13:50 The View 12:20–12:50 | Kasabian 21:20–22:50 Elbow 19:30–20:45 Chase & Status 18:00–19:00 Keane 16:40–17:30 Bombay Bicycle Club 15:25–16:10 James Morrison 14:15–14:55 Twin Atlantic 13:10–13:45 McFly 12:10–12:40 Nicola Benedetti 11:55–12:10 |

| Radio 1/NME Bühne | | |
| Freitag | Samstag | Sonntag |
| Tinie Tempah 22:35–23:50 Professor Green 21:15–22:05 Olly Murs 20:00–20:45 The Temper Trap 18:30–19:30 Feeder (abgesagt) 17:30–18:15 Hilltop Hoods 16:30–17:00 | David Guetta 22:15–23:50 Two Door Cinema Club 20:45–21:45 The Courteeners 19:25–20:15 Enter Shikari 18:05–18:55 Rizzle Kicks 16:50–17:35 Dappy 15:40–16:20 Devlin 14:30–15:10 Stooshe 13:30–14:00 Cover Drive 12:30–13:00 | Swedish House Mafia 20:50–22:50 Nicki Minaj 19:15–20:20 Happy Mondays 17:45–18:45 Frank Turner and The Sleeping Souls 16:30–17:15 Maverick Sabre 15:20–16:00 Rita Ora 14:25–14:50 The Subways 13:20–13:55 The Brilliant Things 12:20–12:50 |

| King Tut's Wah Wah Zelt | | |
| Freitag | Samstag | Sonntag |
| New Order 22:20–23:50 The Cribs 21:00–21:50 Miike Snow 19:40–20:30 Labrinth 18:25–19:10 Cher Lloyd 17:25–17:55 Dot Rotten 16:30–17:00 | Calvin Harris 22:20–23:50 Amy MacDonald 20:50–21:50 The Maccabees 19:20–20:20 Ben Howard 18:00–18:50 J. Cole 16:45–17:30 Alabama Shakes 15:35–16:15 Childish Gambino 14:40–15:10 Flux Pavilion 13:45–14:15 Blood Red Shoes 12:50–13:20 Alt-J 12:00–12:25 | Skrillex 21:25–22:25 Nero 19:40–20:55 The Enemy 18:15–19:10 Miles Kane 17:00–17:45 The Wanted 15:50–16:30 Christina Perri 14:45–15:20 Fun. 13:45–14:15 The Coronas 12:50–13:20 The Original Rudeboys 12:00–12:25 |

| Slam-Zelt                              | | |
| Freitag                                | Samstag | Sonntag |
| Sven Väth 21:00–00:00 Slam 16:30–21:00 | Skream feat SGT Pokes 22:45–00:00 Benga (Live) 21:45–22:45 Erol Alkan 20:30–21:45 Major Lazer (live) 19:30–20:30 Fake Blood 18:15–19:30 Jack Beats 17:15–18:15 Crookers 16:00–17:15 DJ Yoda 14:45–16:00 Clouds 13:30–14:45 Teengirl Fantasy 13:00–13:30 Ben Martin (High Sheen) 12:00–13:00 | Orbital (Live) 21:45–23:00 Len Faki 20:30–21:45 Joris Voorn 19:15–20:30 Dubfire 18:00–19:15 Simian Mobile Disco 17:00–18:00 Maya Jane Coles 15:45–17:00 Pan-Pot 14:30–15:45 Paul Kalkbrenner 13:30–14:30 Gary Beck 12:45–13:30 Hans Bouffmyhre 12:00–12:45 |

| Transmission Bühne | | |
| Freitag | Samstag | Sonntag |
| The Blackout 22:40–23:50 The Brian Jonestown Massacre 21:20–21:10 Pulled Apart by Horses 20:05–20:50 Tribes 18:45–19:35 The Jezabels 17:45–18:15 The Parlotones 16:45–17:15 | Sub Focus 22:00–22:30 Boom Monk Ben 21:10–21:40 We Were Promised Jetpacks 20:20–20:50 We Are Augustines 18:45–19:25 Benjamin Francis Leftwich 17:40–18:15 Ren Harvieu 16:35–17:10 Django Django 15:35–16:05 Jake Bugg 14:35–15:05 Here We Go Magic 13:45–14:10 Dawes 12:55–13:20 Lonsdale Boys Club 12:05–12:30 | The Horrors 21:40–22:50 Reverend and the Makers 20:20–21:10 Band of Skulls 19:00–19:50 Bellowhead 17:45–18:30 Little Roy 16:45–17:15 Spector 15:45–16:15 Josh Osho 14:45–15:15 Howler 13:45–14:15 Milk 12:50–13:20 Zulu Winter 12:00–12:25 |

| T-Break Bühne | | |
| Freitag | Samstag | Sonntag |
| Crusades 23:00–23:50 Nevada Base 22:10–22:40 Bwani Junction 21:20–21:50 Organs Of Love 20:30–21:00 King Charles 19:40–20:10 The Mirror Trap 18:50–19:20 Davey Horne 18:00–18:30 Hares 17:10–17:40 | Roman Nose 22:00–22:30 Black Canvas 21:10–21:40 The Machine Room 20:20–20:50 Mull Historical Society 19:15–20:00 Sunday Herald Band 18:40–18:55 The Minutes 17:50–18:20 Carly Connor 17:00–17:30 Broken Hands 16:10–16:40 Vukovi 15:20–15:50 Nikki Garnett 14:30–15:00 Bacchanal Party 13:40–14:10 Brown Bear & The Bandits 12:50–13:20 Randolph's Leap 12:00–12:30 | Teklo 22:00–22:30 Capitals 21:10–21:40 Anderson McGrinty Webster Ward and Fisher 20:20–20:50 The Birthday Suit 19:30–20:00 Dry The River 18:40–19:10 Dog Is Dead 17:50–18:20 The IMagineers 17:00–17:30 The Beautiful Word 16:10–16:40 Lawson 15:20–15:50 The Chevin 14:30–15:00 Chris Devotion and The Expectations 13:40–14:10 Open Swimmer 12:50–13:20 Beer Jacket 12:00–12:30 |

| BBC Einführungsbühne | | |
| Freitag              | Samstag | Sonntag |
|                      | Nina Nesbitt 20:00–20:25 Hector Bizerk 19:15–19:40 We Could Be Astronauts 18:30–18:55 Damgroove 17:45–18:10 Fatherson 17:00–17:25 United Fruit 16:15–16:40 Spring Offensive 15:30–15:55 Elro 14:45–15:10 La Shark 14:00–14:25 Courts 13:15–13:45 Woodenbox 12:30–12:55 | Admiral Fallow 19:15–19:40 Oxygen Thief 18:30–18:55 Miaoux Miaoux 17:45–18:10 Vigo Thieves 17:00–17:25 More Than Conquerors 16:15–16:40 Changing Horses 15:30–15:55 Laki Mera 14:45–15:10 Weird Shapes 14:00–14:25 Chutes 13:15–13:40 Swami Baracus 12:30–12:55 |

Abgesagte Auftritte
- Mastodon
- Pete Doherty
- Feeder